# 1685 a tudományban
Az 1685. év a tudományban és a technikában.

## Születések
- augusztus 18. - Brook Taylor angol matematikus († 1731).
- november 17. - Pierre Gaultier de Varennes et de la Vérendrye francia kanadai felfedező († 1749).

## Halálozások
- március 19. – René François Walther de Sluze (René-François de Sluse) vallon matematikus (* 1622).
- december 12. – John Pell angol matematikus, a számelméletben a Pell-egyenlet névadója (* 1611)